# Norovirus
Norovirus (původně označovaný jako Norwalský virus) je rod RNA virů, které u lidí způsobují epidemickou akutní virovou gastroenteritidu. Jedná se o neobalené ssRNA viry z čeledi Caliciviridae. Jsou nejčastějším původcem virové gastroenteritidy na světě. Viróza má typický sezónní charakter s kulminací v zimních měsících. Ačkoliv vnímavé jsou všechny věkové kategorie, nejčastěji onemocní děti. Časté jsou epidemie ve školách a školkách.

## Příznaky a šíření
Příznaky onemocnění jsou nausea (pocit na zvracení), zvracení, průjem a břišní křeče, případně mírná horečka, zimnice, bolest svalů, hlavy a krku a celková únava. Onemocnění bývá náhlé a relativně krátké (cca 1–2 dny). Není proti němu žádný lék ani očkování.
Přenáší se fekálně-orální cestou – viry ze stolice vyloučené infikovaným člověkem mohou kontaminovat vodu nebo potraviny, nebo mohou být přeneseny přímým kontaktem. Nejlepší prevencí je správná hygiena a mytí rukou. Nemocní jedinci vylučují virus ve stolici a zvratkách.

## Patogeneze
Noroviry se do těla dostávají orální cestou (obvykle spolu s potravou nebo vodou – viz šíření). Prochází trávicí trubicí až do tenkého střeva, kde způsobují infekci enterocytů a B-lymfocytů. B-lymfocyty se nachází v oblastech zvaných Peyerovy plaky (někdy také pláty), a jsou zodpovědné za imunitní kontrolu střev. Noroviry se vážou na HBGA antigeny, které se nachází na povrchu hostitelských buněk. Tyto antigeny tedy slouží jako receptory pro vstup viru do buňky. Infekce enterocytů způsobuje průjem. Příznaky obvykle samy odezní po dvou až třech dnech. Infekce může mít nebezpečné komplikace jen ve výjimečných případech, například u lidí s těžce oslabenou imunitou.

## Interakce se střevní mikroflórou
Noroviry mohou interagovat se střevní mikroflórou – symbiotickými a patogenními bakteriemi, které obývají střeva. Některé tyto bakterie (např. Enterobacter cloacae) mají na svém povrchu podobné HBGA antigeny jako infikované buňky a viry se na ně proto mohou vázat. Bylo prokázáno, že přítomnost těchto střevních bakterií aktivuje noroviry a způsobuje jejich snadnější infikování hostitelských buněk. Jiné výzkumy ukazují, že noroviry mohou interagovat i s patogenními střevními bakteriemi a zhoršovat tak zánět, nebo naopak chránit střevní buňky před jinými infekcemi. Výsledky výzkumů jsou dosti rozporuplné a na objasnění se stále čeká.